# Ritterakademie Berlin
Die Ritter-Academie war eine Bildungseinrichtung für junge Adelige in Berlin von 1705 bis 1715 und von 1765 bis 1813.

## Standorte
- 1705–1713 Klosterstraße 76 (vormals Hohes Haus)
- 1713–1714 vor dem Frankfurter Tor
- 1715–1716 ?
- 1765–1769 Marstall, Breite Straße 31 (oberste zwei Stockwerke)
- 1769–1803 Burgstraße (nahe der Brücke, südliche Seite)
- 1803–1813 Breite Straße 34 (heute Stadtbibliothek)

## Geschichte

### Ritter-Akademie 1705–1713
Die Ritterakademie wurde 1705 von König Friedrich I. nach dem Vorbild anderer Ritterakademien gegründet, zeitgleich zur Ritterakademie Brandenburg. Sie sollte der Ausbildung von Söhnen aus Fürsten- und anderen Adelshäusern dienen. Die maximale Aufnahmekapazität von 36 Plätzen wurde wohl nie erreicht. Es wurde Unterricht unter anderem in Recht, Geschichte, Geographie, Physik, französischer und italienischer Sprache, sowie Fechten und Reiten gegeben. Die Schüler wohnten in dem Gebäude. Namhafter Schüler war damals der Fürst Leopold Anhalt-Köthen.
1713 wurde die Akademie nach dem Tod von König Friedrich I. geschlossen. Der Professor Isaac Briand gründete eine Königlich privilegirte Academie vor dem Frankfurter Tor, musste jedoch bereits im darauffolgenden Jahr Berlin wegen Schulden verlassen. Ein weiterer Versuch endete 1716.

### Königliche neue Ritter-Akademie 1765–1813
1762 gründete König Friedrich II. eine Königliche Ritter-Academie (Académie militaire). Dazu holte er auch Lehrkräfte aus Frankreich. Die Ausbildung erfolgte in Religion, Mathematik, Ingenieurkunst, Philosophie, Moral, Naturrecht, bürgerliches Recht, Geschichte, Sprachen, Zeichnen, Fechten, Reiten und Tanzen.
1769 wurde das Gebäude in der Burgstraße fertiggestellt. Die Professoren bewohnten ein Haus in der benachbarten Heilig-Geist-Straße.
1803 erfolgte der Umzug in die Breite Straße, am Marstall. 1813 wurde die Akademie nach dem Ende der napoleonischen Besatzung geschlossen.

## Professoren

### 1705–1713
- Johann Friedrich Pfeiffer, Zivil- und Kanonisches Recht
- Jacob Paul Gundling, Geschichte und Literatur
- Johann Heinrich Hertenstein, Natur-, Feudal- und Zivilrecht
- Christian Maximilian Spener, Heraldik, Genealogie und Physik
- Philipp Naudé, Geographie und französische Sprache,
- Isaac Briand, französische Sprache und schöne Literatur
- Johann Audoy, französische Sprache
- Johann Gerardi, italienische Sprache
- Hanibal August Micheli, italienische Sprache

### 1765–1813 (Auswahl)
- Johann Georg Sulzer, 1765–1779, Philosophie
- Dieudonné Thiébault, 1765–?, französische Grammatik
- Jakob Wegelin, 1765–1791, Geschichte
- Frédéric de Castillon, 1787–?, Philosophie
- Jean-Baptiste Bastide, 1792–?, Rhetorik